# جون سويني (نقابي)
جون سويني (بالإنجليزية: John Sweeney)‏ هو نقابي أمريكي، ولد في 5 مايو 1934 في ذا برونكس في الولايات المتحدة.

## وصلات خارجية
- جون سويني على موقع الموسوعة البريطانية (الإنجليزية)
- جون سويني على موقع مونزينجر (الألمانية)
- جون سويني على موقع إن إن دي بي (الإنجليزية)